# イポリット・テーヌ

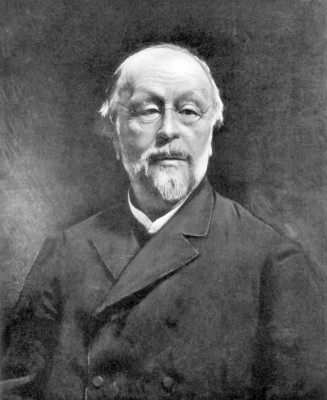
イポリット・テーヌ

イポリート・テーヌ（Hippolyte Adolphe Taine、1828年4月21日 - 1893年3月5日）はフランスの哲学者・批評家・文学史家。

## 生涯
フランス北部ヴージエに生まれ、パリのエコール・ノルマルに学び、地方のリセ（高等中学校）で教鞭をとるが、1852年にパリに戻り、翌年に『Essai sur les fables de La Fontaine』という論文で学位を得、また1856年『ティトゥス・リウィウスについて Essai sur Tite-Live』という史論でアカデミー賞を受けた。この頃から代表作『英国文学史 Histoire de la littérature anglaise』（4巻、1863年）を書き始め、ついで1857年『歴史および批評論 Essais de critique et d'histoire』を発表して、批評家としての地位を確立した。1864年にパリの美術学校（Ecole des Beaux-Arts）の教授となり、20年間美術史を講じその成果はのちに『芸術哲学 Philosophie de l'art』（1882年）として発表された。1870年『知性論』で哲学への復帰を果たし、晩年は大作『近代フランスの起源 Origines de la France contemporaine』に力を注いだがこれは未完に終わった。

## 哲学
テーヌの思想は感覚論に由来し、人間や作品の発展を自然科学の見地から考察し、その法則を見いだそうとした。その正確な観察に対する情熱は、薬学と解剖学を学ぶことによって養われ、批評の対象を分析して人種・環境（風土と社会構造）・時代の3要素に還元するその方法は、決定論・唯物論に傾いていた。ただ、エコール・ノルマル時代から「あまりにも早く判断・形式化し」しばしば「現実を犠牲にして定義する」欠点が指摘されている。テーヌは、種族・環境・時代の性格を単純化しすぎる。一つの支配的な要素ではなく、もろもろの要素が闘争し行動を織りなしていく政治・歴史の分野では、テーヌの方法は破綻するであろう。

## 歴史と革命
普仏戦争とパリ・コミューンを機縁として、テーヌは政治と社会問題に熱中するようになった。テーヌにとってイギリスの保守主義や秩序は模範とすべきものであって、フランスの状態は唾棄すべきものだった。このような視点はイギリス研究の先達であったヴォルテールやシャルル・ド・モンテスキューに由来する。
テーヌは『近代フランスの起源』において、革命精神の起源を明らかにしようとした。それはデカルトに始まる「演繹的精神」であり、それを引き継いだ啓蒙家たちは具体的事実や現実を無視する傾向を強め、ついには近代フランスの悲劇を招いた、と説く。

## 日本語訳書

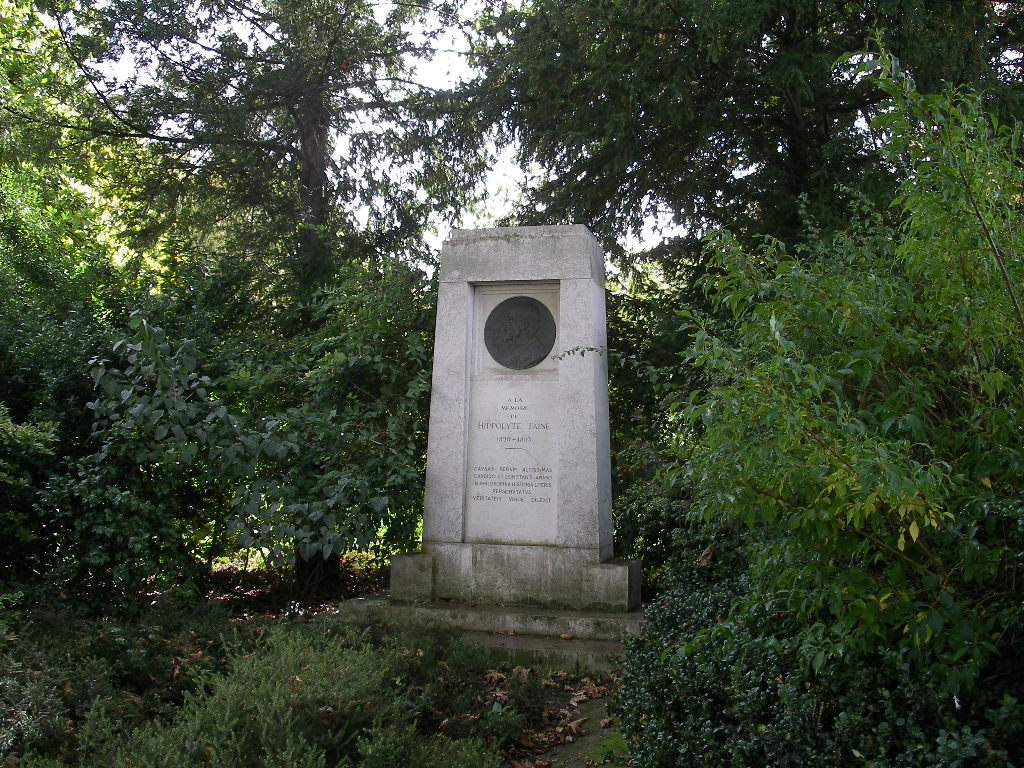
アジャクシオ広場に建つ記念碑
プラークはオスカル・ロティ作

- 英国文学史 古典主義時代（手塚リリ子・手塚喬介訳、白水社、1998）
- 英国文学史（3巻）（平岡昇訳、創元選書、1949）
- 文学史の方法（瀬沼茂樹訳、岩波文庫、1949）
- 作家論（平岡昇・秋田滋訳、改造文庫、1938）
- ピレネ紀行（杉富士雄訳、現代思潮社、1973）
- 近代フランスの起源 旧制時代（2巻）（岡田真吉訳、角川文庫、1963）
- 近代フランスの起原 仏蘭西革命史論（2巻）（岡田真吉訳、斎藤書店、1947-1948）
- 芸術哲学（広瀬哲士訳、大村書店、1926）